# Encyclopedia Americana

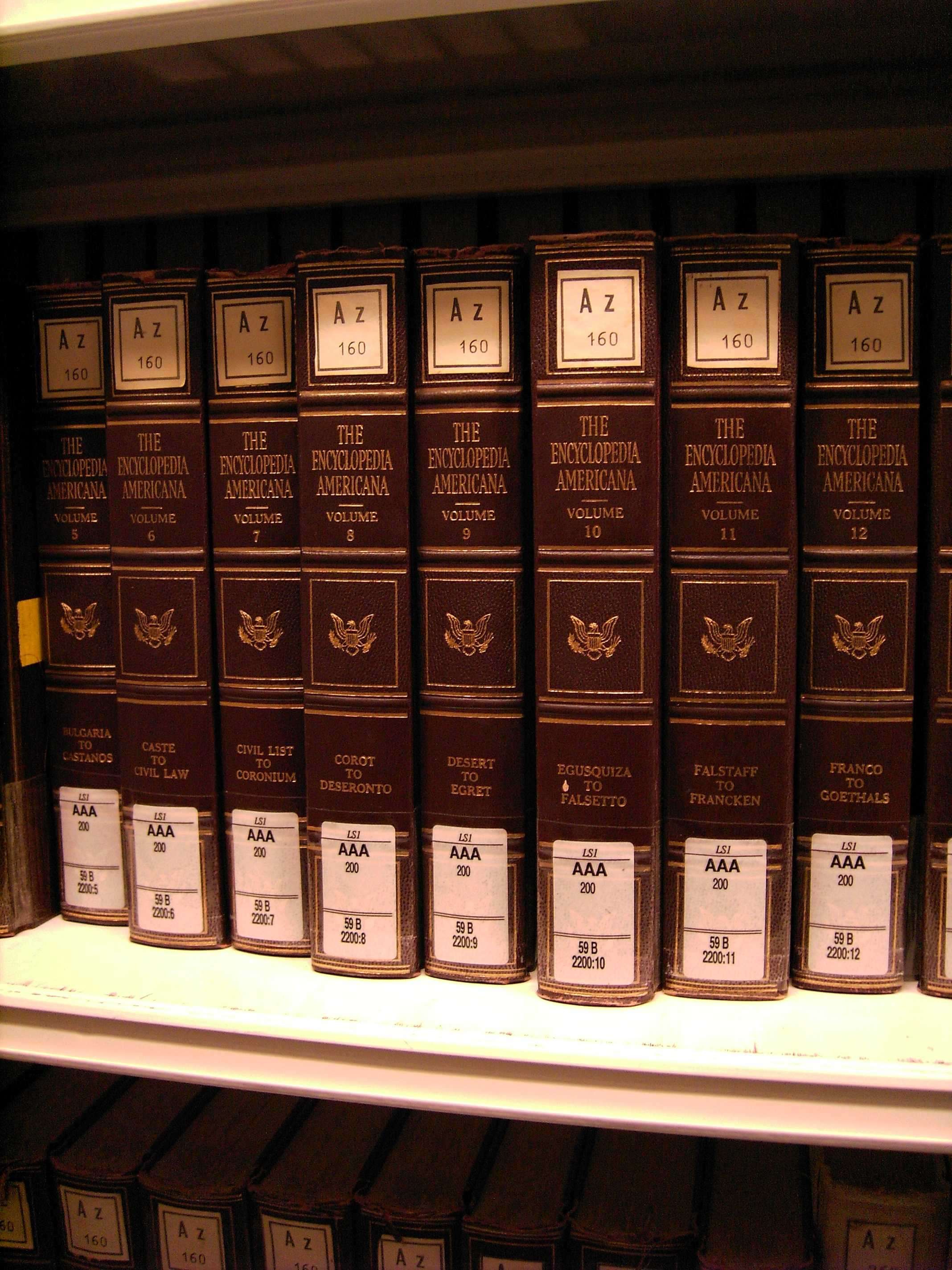
Einige Bände der Encyclopedia Americana

Die Encyclopaedia Americana ist das zweitgrößte gedruckte Universallexikon in englischer Sprache nach der Encyclopædia Britannica. Wie der Name nahelegt, ist sie primär auf Nordamerika ausgerichtet. Daher ist die Abdeckung der amerikanischen und kanadischen Geschichte und Geographie (Vereinigte Staaten und Kanada) besonders umfangreich. Beachtlich ist auch die große Anzahl an Glossaren, die die Enzyklopädie enthält.
Die Jubiläumsausgabe aus dem Jahr 2004 (175. Bestehen) mit ihren 30 Bänden umfasst 45.000 Artikel mit 25 Millionen Wörtern und wurde unter der Mitwirkung von 6500 Autoren geschrieben. Sie enthält 9000 Bibliographien, 150.000 Querverweise, über 1000 Tabellen, 1200 Karten sowie annähernd 4500 Schwarzweiß- und Farbfotografien. Da die Enzyklopädie Band für Band überarbeitet wird, gelten einige Artikel als veraltet. Zur laufenden Aktualisierung wird daher seit 1923 The Americana annual herausgegeben.
Die Encyclopaedia Americana wurde von dem deutsch-amerikanischen Juristen und Staatswissenschaftler Francis Lieber basierend auf der siebten Auflage des Brockhaus-Konversationslexikons (1827 bis 1830) begründet. Sie umfasste zunächst 13 Bände.